# Luís Corti
Luis Raimundo Corti (São João, 1º de setembro de 1962) é um médico veterinário e político brasileiro, filiado ao Partido Socialista Brasileiro (PSB).

## Biografia

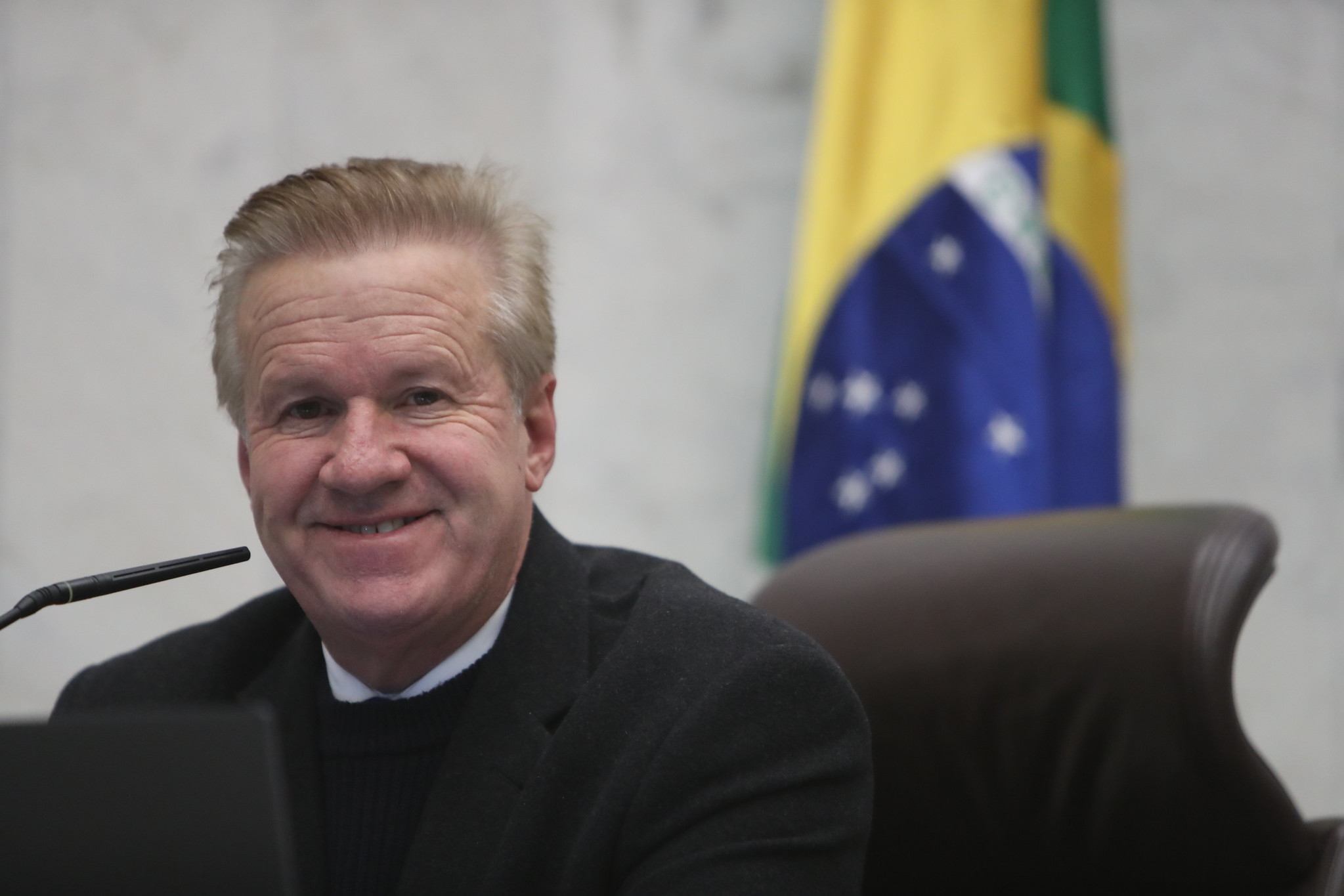
Luis Raimundo Corti

Luis Corti é um político brasileiro, formado em Medicina Veterinária e Direito. Iniciou sua carreira política em 1988, quando foi eleito vereador na cidade de São Jorge d'Oeste. Em 1996, foi eleito prefeito do município, cargo que ocupou de 1997 a 2000, e foi reeleito para um segundo mandato.
Corti também atuou como chefe regional da Secretaria de Estado da Agricultura, Secretário Municipal de Administração de São Jorge d'Oeste em 2009 e diretor da Ceasa em 2010. Em 2014, disputou uma vaga na Assembleia Legislativa do Paraná (ALEP) pela coligação PSC, PR e PTdoB (futuro Avante), alcançando a quarta suplência com pouco mais de 20 mil votos. Em 9 de janeiro de 2017, tomou posse como deputado estadual após a eleição de Leonaldo Paranhos à prefeitura de Cascavel e o afastamento do deputado Ratinho Júnior para assumir uma secretaria no governo estadual.
Durante sua gestão, Luis Corti foi responsável por várias iniciativas importantes, incluindo a criação do programa Casa Fácil, que atendeu 30 mil pessoas, e o programa Viver Mais, que criou condomínios para idosos em municípios com mais de 30 mil habitantes. Ele também coordenou o programa Família Paranaense, beneficiando cerca de 60 municípios e mobilizando 125 milhões de reais. Além disso, liderou o maior programa de titulação de propriedades na história do Paraná, regularizando 16.296 propriedades e transferindo cerca de 7 mil casas da COHAPAR-PR para mutuários.
Corti defendeu a autorização para o plantio de soja safrinha, a permissão para policiais militares aposentados ficarem com suas armas de trabalho, e a punição para agentes públicos envolvidos em fraudes. Ele também apoiou a criação do Dia do Médico Veterinário no Paraná e coordenou movimentos contra a extinção de zonas eleitorais no estado.
Entre suas outras contribuições, Luis Corti trabalhou para aumentar os repasses de recursos para hospitais públicos e filantrópicos, promover campanhas de cirurgias eletivas e melhorar o atendimento de urgência e emergência. Na área de saúde animal, apoiou a causa veterinária e, na COHAPAR, focou em programas de construção de casas, condomínios de idosos e regularização fundiária. No setor de educação, promoveu a valorização da categoria, metas para aumento do IDEB, inclusão de novas disciplinas no currículo básico, e aumento do número de escolas militares e colégios agrícolas.

Luis Corti também dedicou esforços para a criação de uma lei estadual de incentivo financeiro a artistas locais e regionais e para o apoio ao esporte amador, investindo em categorias de base e valorizando as federações esportivas. Sua atuação política é marcada pelo comprometimento com o desenvolvimento e bem-estar da população do Paraná.